# 根本嘉也
根本 嘉也（ねもと よしや、1926年1月9日 - 2004年2月15日）は、日本の俳優、声優。劇団近代座設立者。

## 来歴
神奈川県出身。早稲田大学卒業。シェークスピア劇を専門に舞台活動を行っていた。劇団近代座の設立者でもあり、桐の会、土の会、ニューアーツ、馬場企画を経て、アーツビジョンから再び近代座に戻り、代表を務める。2004年2月15日逝去。
死後、近代座の代表は会田由来が受け継いだ。

## 人物
声種はテノール。年配の太めの声を持つ。
張りのある老人役を演じていた。
特技は乗馬、日本舞踊（名取）。

## 出演作品

### テレビドラマ
- ぽんぽこ物語[12]（1957年）
- NHK大河ドラマ（NHK）
  - 風と雲と虹と（1976年）
  - 花神（1977年）
  - 草燃える（1979年）
- 不道徳教育講座（1960年、CX）
- 侍（1960年、CX）
- シークレット部隊（1972年、TBS）
- 夜明けの刑事（1974年、TBS）
- 伝七捕物帳
  - 日本テレビ版 第141話「懺悔に咲いた父娘舟」（1977年、NTV） - 左兵衛
  - テレビ朝日版 第25話「鈴を振る女」（1979年、ANB） - 源造
- ロボット110番 第15話「計算は苦手だよ」（1977年、ANB)
- 岸壁の母（1977年、TBS） - 工場主
- 新五捕物帳（1977年、NTV）
- 江戸の旋風II（1977年、CX）
- Gメン'75 　第162話「女子大生と警官の異常な関係」（1978年）
- 日本巌窟王（1979年、NHK） - 囚人頭
- そば屋梅吉捕物帳（1979年、12ch） - 大黒屋

### テレビアニメ
1963年
- 鉄腕アトム（金三角 他）

1968年
- サスケ（徳川家康[13]）

1969年
- 巨人の星

1975年
- ドン・チャック物語

1979年
- ルパン三世（1979年 - 1980年）

1988年
- 鎧伝サムライトルーパー（1988年 - 1989年、バダモン）

1990年
- 鴉天狗カブト（老商人）

### OVA
1987年
- 風と木の詩 SANCTUS -聖なるかな-（ルーシュ）
- ダーティペア（ドン、社長）

### 劇場アニメ
1992年
- 銀河英雄伝説外伝 黄金の翼（ヴァルテンベルク）

### ゲーム
1994年
- アルティメット エコロジー

1995年
- エーゲ海の雫 256色版（アムス）
- ロックマン・ザ・パワーバトル

1997年
- ソードアンドソーサリー（コッキンドール）※セガサターン版

### 吹き替え
- 荒野の用心棒（カルロス〈TBS旧録版〉）
- ピーター・パン（フック船長〈1963年公開版〉）